# Liste der Monuments historiques in Gibel
Die Liste der Monuments historiques in Gibel (Haute-Garonne) führt die Monuments historiques in der französischen Gemeinde Gibel auf.

## Liste der Bauwerke
| Bezeichnung | Beschreibung                                     | Standort      | Kennzeichnung | Schutzstatus | Datum | Bild |
| ----------- | ------------------------------------------------ | ------------- | ------------- | ------------ | ----- | ---- |
| Herrenhaus  | Erbaut in der ersten Hälfte des 18. Jahrhunderts | Coulom (Lage) | PA00094669    | Inscrit      | 1990  |      |